# 呼伦镇
呼伦镇，是中华人民共和国内蒙古自治区呼伦贝尔市新巴尔虎右旗下辖的一个乡镇级行政单位。

## 行政区划
呼伦镇下辖以下地区：
伊和诺尔嘎查、呼伦诺尔嘎查、五一嘎查、达石莫格嘎查和五三嘎查。